# Espuri Postumi Albí Magne
Espuri Postumi Albí Magne (llatí: Spurius Postumius Albinus Magnus) va ser un magistrat romà del segle ii aC. Formava part de la gens Postúmia, una antiga i important família romana d'origen patrici, i era de la família dels Postumi Albí.
Va ser cònsol l'any 148 aC, amb Luci Calpurni Pisó Cesoní de col·lega. Aquell any, un gran incendi va destruir part de la ciutat de Roma. Se suposa que Aulus Postumi Albí, que va ser propretor, i Espuri Postumi Albí, cònsol l'any 110 aC, van ser fills seus.
D'aquest mateix Espuri Postumi Albí, Ciceró en parla al Brutus, i diu que coneixia molts dels seus discursos.